# Aleró (aeronàutica)

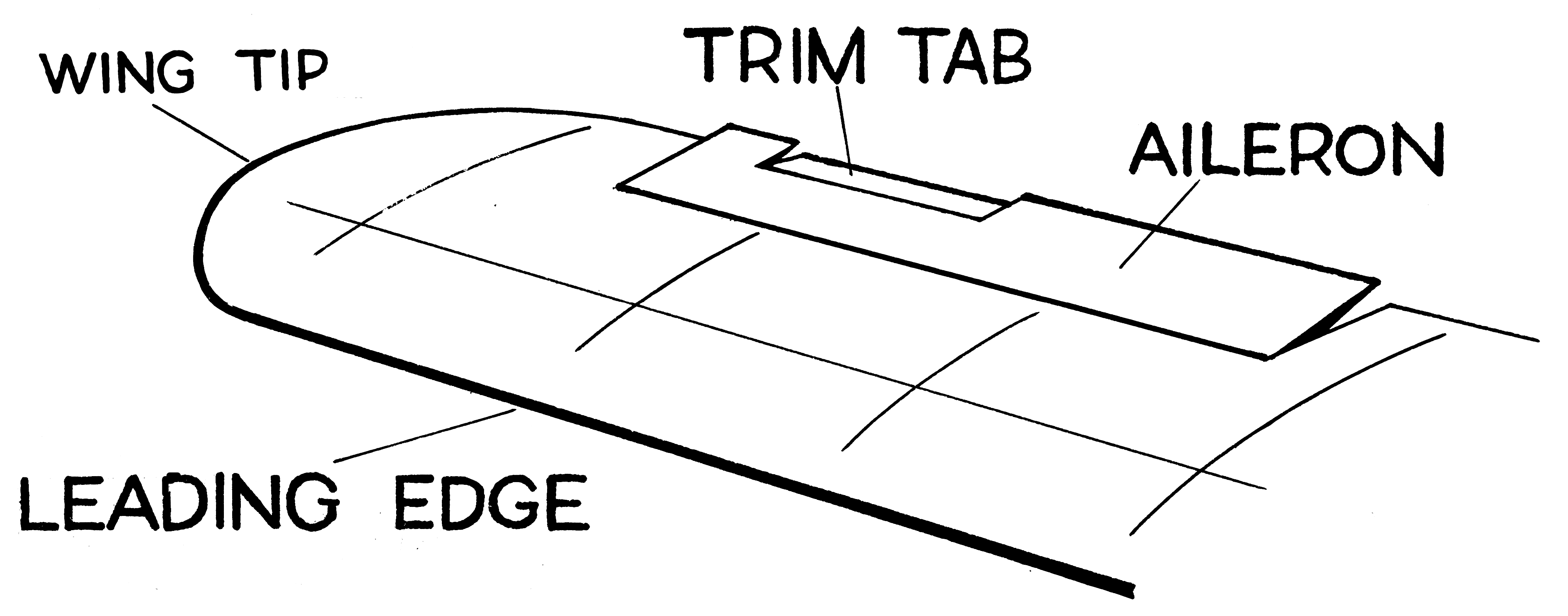
Superfície d'alerons

Funcionament dels alerons en un avió.

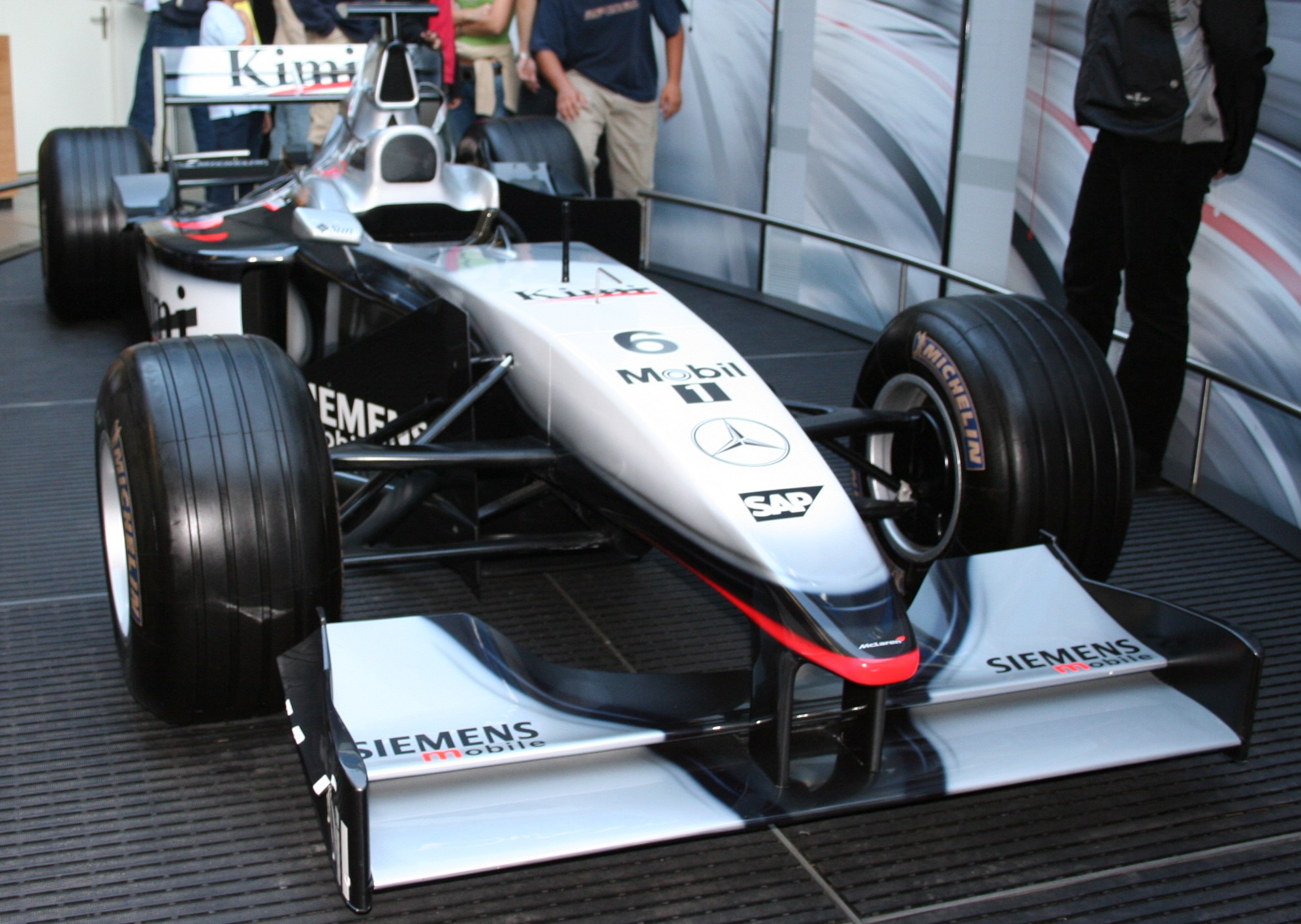
Aleró davanter d'un Fórmula 1.

Els  alerons, en el camp de l'aeronàutica, són unes superfícies de control i comandament situades en els extrems de les ales dels avions que tenen la missió de dur a terme els viratges de l'avió a banda i banda a través d'un moviment d'alabeig.
Aquests alerons, juntament amb el timó de profunditat, es controlen per mitjà de les "banyes", que són com el volant d'un cotxe i que s'anomenen així per la seva forma de banyes. En els avions de la casa Airbus, aquestes superfícies de comandament i control (alerons, timó de profunditat i timó de direcció) es controlen a través d'una palanca vertical.
En les competicions automobilístiques, l'aleró  es disposa invertit respecte dels avions, de tal manera que en lloc d'empènyer el vehicle cap amunt ho fa cap avall. La finalitat d'això és augmentar la força normal que fa el terra sobre el vehicle, de manera que augmentem la fricció entre els pneumàtics i la pista i, en conseqüència, tenim més adherència i tracció.

## Principi de funcionament
L'aleró està dissenyat amb una cara recta i una cara corba, o amb totes dues cares corbes però amb una de més desenvolupament o longitud, de manera que l'aire que passi per la corba ho hagi de fer més de pressa que el que passa per la cara recta. Això, d'acord amb el principi de Bernoulli, genera una caiguda de pressió a la cara corba i, en conseqüència, una força a causa de la succió.
La idea darrere del balanceig és provocar una asimetria de sustentació en les dues ales de l'aeronau. Això induiria que una pugi (guanya sustentació) i l'altra baixi (perd sustentació). En deflectar els alerons cap amunt o cap avall s'aconsegueix aquest efecte.
El dispositiu de control de vol va ser inventat i descrit pel científic i metafísic britànic Matthew Piers Watt Boulton al seu article de 1864 On Aërial Locomotion. Va ser el primer a patentar un sistema de control d'alerons el 1868.

## Tipus d'alerons
En avions de vol subsònic alt, s'utilitzen per al control longitudinal en vol dos tipus diferents d'alerons: els d'alta velocitat i els de baixa velocitat. La raó de la diferenciació prové de l'aplicació del moment de força. Com més allunyat del centre de l'eix sigui aplicada la força, més gran en serà la intensitat. Per tant, a velocitats molt altes es desactiven els alerons ubicats a les puntes de les ales i així s'aconsegueix que els moviments de l'aeronau siguin més suaus. Quan la velocitat es redueix prou es reactiven novament els de les puntes per tenir un control efectiu de tota la superfície alar.